# Lower East Side
O Lower East Side é um bairro na parte sudeste da cidade de Nova York localizado em Manhattan. Faz mais ou menos limite com Allen Street, East Houston Street, Essex Street, Canal Street, Eldridge Street, East Broadway e Grand Street.
Era tradicionalmente um bairro de classe imigrante e operária. Mas sofreu uma mudança rápida e especulação imobiliária nos últimos anos, o que levou o National Trust Historic Preservation a colocar o bairro em sua lista de lugares mais ameaçados da América. É hoje o lar de boutiques de luxo, e tem estabelecimentos ao longo de sua linha de restaurante na Clinton Street.

## Limites

### Fronteira atual
O Lower East Side limita-se ao sul e oeste por Chinatown (que se estende de norte a cerca da Grand Street), no oeste por Nolita e no norte por East Village.
Politicamente, é localizado em Nova York nos 8, 12 e 14 distritos eleitorais, o 64ª Distrito Legislativo e o 25ª Distrito do Senado, e o 1 º e 2 º distrito municipal de Nova Iorque.

### Limites históricos
Originalmente, o "Lower East Side" se refere à área a margem do East River da Ponte de Manhattan e Canal Street até a  Rua 14, e delimitada meio a oeste pela Broadway. Incluiu áreas conhecidas hoje como East Village,  Alphabet City, Chinatown, Bowery,  Little Italy e Nolita

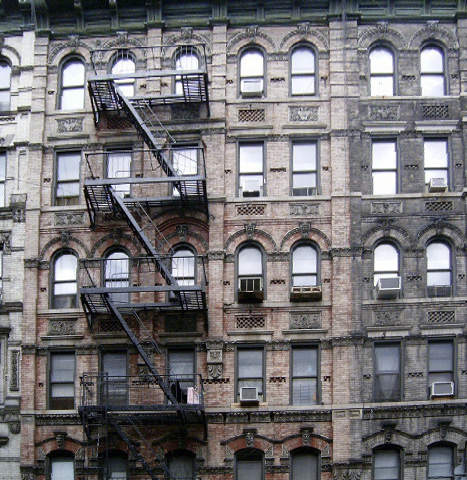
Cortiços no Lower East Side

Enquanto os limites exatos oeste e sul do bairro são uma questão de perspectiva - os nativos de Nova York e residentes de longa data do bairro, especialmente a comunidade de Porto Rico, a negra e a comunidade judaica, não tem East Village em seu vocabulário, e se referem ao lugar como Lower East Side. O debate sobre as chamadas convenções de nomenclatura normalmente só se aplica para a multidão pós-gentrification, ou seja, os moradores ricos que foram para lá mais recentemente. A maioria desses recém-chegados à área, incluindo os turistas e os novos moradores preferem chamar a área ao norte de Houston Street, o East Village - e não um nome inventado, até por volta de 1960.
Embora o termo se refere hoje à zona delimitada a norte pelo East Houston Street, partes do East Village são ainda conhecidos como Loisaida, uma pronúncia latina de "Lower East Side". A Avenida C é conhecida diretamente como "Loisaida" e é o lar do Festival Loisaida realizado cada verão.
A Lower East Side também foi responsável por abrigar a Edison Machine Works, empresa do grande inventor Thomas Alva Edison. Vale destacar que foi nesta mesma empresa que Nikola Tesla iniciou seu trabalho nos Estados Unidos.

## Demografia
Segundo o censo nacional de 2020, a sua população é de 49 149 habitantes e seu crescimento populacional na última década foi de 3,6%.
Residentes abaixo de 18 anos de idade representam 14,0%. Foi apurado que 30,7% são hispânicos ou latinos (de qualquer raça), 31,2% são brancos não hispânicos, 9,2% são negros/afro-americanos não hispânicos, 25,0% são asiáticos não hispânicos, 1,0% são de alguma outra raça não hispânica e 3,1% são não hispânicos de duas ou mais raças.
Possui 24 328 residências, um aumento de 10,9% em relação ao censo anterior, onde deste total, 6,1% das unidades habitacionais estão desocupadas. A média de ocupação é de 2,1 pessoas por residência.